# Sueño lúcido (película de 2017)
Sueño lúcido (Hangul: 루시드 드림; Lusideu Deurim; inglés: Lucid Dream) es una película surcoreana de ciencia ficción y suspenso de 2017, escrita y dirigida por Kim Joon-sung en su debut como director. La película fue estrenada teatralmente en Corea del Sur el 22 de febrero de 2017. La plataforma de contenidos audiovisuales Netflix estrenó la película digitalmente a nivel mundial el 2 de junio de 2017.

## Argumento
Dae-ho, un periodista de investigación, intenta descubrir el paradero de su hijo, que fue secuestrado hace tres años. Con la ayuda de un detective y una amiga psiquiatra, repasa su memoria del incidente mediante el uso de técnicas de sueño lúcido, y finalmente aprende a viajar por los sueños de otras personas en busca de pistas que lo llevan a dar con los responsables del destino de su hijo.

## Reparto
- Go Soo como Choi Dae-ho.
- Sol Kyung-gu como Song Bang-seop.

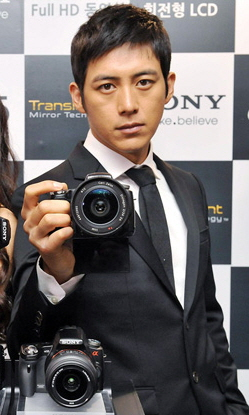
Go Soo interpreta al protagonista, Dae-ho

- Park Yoo-chun como Hombre / Kwon Yong-hyun.[4]
- Kang Hye-jung como So-hyun.
- Park In-hwan como Kang Seong-pil.
- Chun Ho-jin como Jo Myung-chul.
- Jeon Seok-ho como Choi Kyung-hwan.
- Lee Suk como Yoo-man.
- Lee Si-a como Choi Mi-yeon.
- Kim Kang-hoon como Choi Min-woo.
- Choi Dae-hoon como el detective Kim.
- Park Jin-woo como el propietario del restaurante Matna Burger.
- Jo Sun-mook como un fotógrafo.
- Lee Chang-jik como el gánster Has-been.
- Hwang Sang-kyung como un periodista.
- Nam Sang-ji como una enfermera en la clínica de Song Soo-jin.
- Lee Eun-joo como una médica en la clínica de Song Soo-jin.
- Kim Mi-sung como el director Nun.
- Lim Hwa-young como la mujer de Choi Kyung-hwan.
- Kwon Hae-hyo como el director Park (cameo).
- Lee Jun-hyeok como Joo Noh-geun (cameo).

## Producción
El director Kim Joon-sung se inspiró para hacer la película con sus propias experiencias con los sueños lúcidos y a partir del éxito de la película de ciencia ficción de 2010, Inception.
Cuando se le preguntó qué lo llevó a la producción, el actor principal Go Soo declaró: «Disfruté de su sensación de ligereza, como leer una novela de ciencia ficción... Pero me puse nervioso y tenía las manos sudorosas después de leerlo [el guion]. Así que le dije al director que quería participar, aunque no era tan bueno actuando». Como parte de su representación, Go Soo subió 10 kg, y más tarde debió perder más de 18 kg, para representar físicamente el estado de su personaje antes y después de que pierde a su hijo.
La fotografía principal comenzó el 6 de abril de 2015 y la filmación concluyó el 29 de junio de 2015 frente a la Iglesia Católica de Namhae en Gyeongju, provincia de Gyeongsang del Norte, Corea del Sur.

## Lanzamiento
Originalmente, la película estaba programada para estrenarse en Corea del Sur durante el otoño de 2016. Sin embargo, se informó ampliamente que la película se retrasó debido a acusaciones de acoso sexual y violación que surgieron en junio de 2016 contra el actor y estrella del K-pop Park Yoo-chun. Un miembro del personal de la producción confirmó esto y dijo: «Tuvimos que esperar hasta que Park se liberara del cargo y reprogramar la fecha». Sin embargo, Kim Joon-sung lo negó, afirmando que «llevó más tiempo de lo esperado completar la película porque tiene muchos gráficos por computadora, lo que retrasó el lanzamiento». Cuando se le preguntó por qué ninguna de las escenas de Yoo-chun se cortó después de la controversia, Joon-sung dijo: «No lo hice porque su es un personaje que proporciona la clave decisiva en la historia». Sueño lúcido finalmente se estrenó en salas de cine surocoreanas el 22 de febrero de 2017, distribuido por Next Entertainment World.
Antes del estreno de la película, la compañía estadounidense de entretenimiento Netflix licenció los derechos para distribuir digitalmente Sueño lúcido en todo el mundo en algún momento tras su salida de cartelera en salas de cine. Después de la adquisición, la Vicepresidenta de Comunicaciones para Netflix Asia, Jessica Lee, dijo: «Esperamos que Sueño lúcido se convierta en una película que reciba gran amor de parte de las audiencias de todo el mundo a través de Netflix». El 2 de junio de 2017, Netflix calificó a Sueño lúcido como «Original de Netflix» y lanzó la película en su plataforma de transmisión digital en 190 países con servicio Netflix.

## Recepción y crítica
La película recaudó $ 676,598 dólares estadounidenses con un presupuesto de 5 millones de dólares, siendo considerada un fracaso de taquilla en Corea del Sur.
Min-Ji Jin, del diario Korea JoongAng Daily escribió que, «a pesar del tema original y el reparto lleno de estrellas, el thriller de ciencia ficción "Lucid Dream" ... no puede hacer un uso completo de ninguno de los dos». Jin criticó la trama y la caracterización como débiles, creyendo que el final del giro argumental de la película fue forzado, comparándola desfavorablemente con Inception.
En una crítica para la agencia de noticias Yonhap titulada «Mediocridad insalvable», la crítica Sun-ah Shim escribió: «A primera vista ... podría haber sido una película cautivadora, repleta de drama, acción y amor paternal. En vez de eso, es de un desempeño mediocre hecho para espectadores tediosos con una diferente falta de suspenso». Shim pensó: «La película se derrumba principalmente debido a su trama totalmente predecible y laxa», y agregó que «recicla partes de dispositivos dramáticos del exitoso filme de Hollywood "Inception"». Shim también desaprobó la actuación de Park Yoo-chun y creía que la película daba pistas sobre su misterio central demasiado pronto. Además, como Jin, pensó que el giro argumental fue forzado. Sin embargo, Shim dio asentimientos positivos hacia los efectos visuales de la película y el desempeño actoral del protagonista Go Soo.